# Takayuki Yagami
Takayuki Yagami ( 八神 隆 之 , Yagami Takayuki ) è il protagonista giocabile del videogioco Judgment.
Yagami fu un avvocato dalle doti eccellenti, fino a quando il senso di colpa del suo cliente recentemente assolto che uccise la sua ragazza non lo costrinse a dimettersi dal suo lavoro presso l'ufficio legale di Genda diventando così un investigatore privato.

## Personalità
Yagami è fortemente idealista e ha un forte principio, evidente quando ha rifiutato l'offerta di Genda di tornare a lavorare come avvocato, a causa della sua già offuscata reputazione. Rispetto a Kaito, è la mente più calma dei due.
Yagami non nutre alcuna animosità nei confronti dello yakuza, essendo stato curato da Mitsugu Matsugane al fianco di Masaharu Kaito.
Non si limita a usare mezzi criminali per ottenere prove o testimonianze, anche se è ben consapevole che le soluzioni alternative devono essere utilizzate per essere ammissibili in tribunale.

## Aspetto
Yagami ha una corporatura snella, che gli permette di muoversi con fluidità e grazia mentre combatte. Il suo vestito standard è una giacca di pelle nera su una maglietta bianca aderente, un paio di jeans attillati e un paio di scarpe da ginnastica bianche. Indossa anche un auricolare wireless nell'orecchio destro. Ha una catena sui jeans, che si attacca al portafoglio per evitare che venga rubato.
Mentre è in tribunale, indossa un abito di tweed grigio con una cravatta a righe rosse, un paio di scarpe eleganti marroni e una spilla da avvocato sul bavero. In diversi flashback al 2015, i suoi capelli sono mostrati in uno stile molto più conservatore.

## Biografia
Il padre di Yagami era un avvocato difensore che ha dimostrato il suo cliente - accusato di stupro e strangolamento di una ragazza di 15 anni - innocente. Mentre Yagami era a casa di un amico per la notte, i suoi genitori furono assassinati dal padre della vittima, lasciandolo senza genitori.
Dopo la morte dei suoi genitori, Yagami si diresse verso Kamurocho per assicurarsi un lavoro in un bar di nome Tender, che riuscì a fare solo dopo aver mentito sulla sua età.
Yagami afferma di avere tre padri, solo uno dei quali è biologicamente imparentato con lui; gli altri due sono Mitsugu Matsugane, il patriarca della famiglia Matsugane, che lo ha cresciuto come figlio adottivo, e Ryuzo Genda, che sovrintende alla ricerca di Yagami di diventare avvocato pagando le tasse scolastiche e successivamente assumendolo nel suo studio legale.
Ha guadagnato una reputazione dopo aver dimostrato con successo l'innocenza di Shinpei Okubo, nonostante il tribunale penale giapponese sia noto per avere un tasso di condanne del 99,9%; un'impresa considerata miracolosa. In verità, tuttavia, è stato solo in grado di provare che Okubo non ha ucciso Koichi Waku e l'esplosione di Emi alla corte ha fatto crollare la giuria con colpa. Indipendentemente da ciò, Okubo ha dimostrato di non aver ucciso Waku ma Yagami non è stato in grado di scoprire l'assassino di Waku.
Tuttavia, subito dopo l'assoluzione di Okubo dal tribunale, fu ritenuto colpevole di un altro crimine, questa volta, accusato dell'omicidio della sua ragazza, Emi Terasawa. Il processo si concluse con la distruzione della reputazione di Yagami come avvocato e la condanna a morte di Okubo. Yagami lasciò il suo lavoro e divenne un investigatore privato, gravato dalla colpa di aver lasciato libero un assassino come suo padre prima di lui.